# Gibellina cerealis
Gibellina cerealis är en svampart som först beskrevs av Giovanni Passerini, och fick sitt nu gällande namn av Giovanni Passerini 1886. Gibellina cerealis ingår i släktet Gibellina och familjen Magnaporthaceae.   Inga underarter finns listade i Catalogue of Life.